# أدريان إيشباخر
أدريان إيشباخر Adrian Aeschbacher (ولد 1912 في لانغنتال – ومات 2002 في زيورخ) عازف بيانو سويسري للموسيقى الكلاسيكية.
والده هو المؤلف الموسيقي السويسري كارل إيشباخر، والذي علمه العزف ودربه من سن 4 إلى 16. التحق بالمعهد الموسيقي في تروغن وكان من أساتذته إميل فراي وفولكمار أندريا. ثم تابع دراسته بشكل مكثف في برلين على يد أرتور شنابل. وبدأ حياته الاحترافية كعازف بيانو عام 1934. وحقق شهرته خاصة خلال عزفه موسيقى لبيتهوفن وشوبرت وشومان وبرامز.
عمل أستاذا للموسيقى في المدرسة العليا للموسيقى والمسرح في ساربروكن من عام 1965 إلى 1977. ومن أشهر تلامذته بيتر شمالفوس.